# Аршамбо III (граф Перигора)
Аршамбо III (фр. Archambaud III de Périgord; 1238/1240 — ок. 1294) — граф Перигора с ок. 1251 года.
Сын Эли VIII Талейрана. До совершеннолетия находился под опекой матери — Гайларды.
В 1277 году подтвердил права своего кузена Эли II де Талейрана, сира де Гриньоль (предка рода Талейран-Перигоров), на все земли, полученные в наследство его дедом Эли и которыми владел его отец Бозон, и освободил его от вассальной зависимости.

## Семья
Аршамбо III был женат дважды. Имя первой жены не известно (по утверждению некоторых историков — Маргарита, дочь Ги V, виконта де Лимож, вдова Эмери VIII, виконта де Рошешуар). Дети от неё родились в период [не позднее 1263] — 1267:
- Эли IX Талейран (1258/1262 — 1315), граф Перигора
- Эрембурга, после смерти мужа (Аниссана, сеньора де Комон) — аббатиса перигорского аббатства Сент-Клэр.
- Ауда, монахиня
- Гайларда, муж (1276) — Гайлар де Ла Ланд, сеньор де Ла Бред.

Вторая жена (свадьба между 4 апреля 1269 и 21 июня 1270) — Мария д’Андюз (ум. 1290), вдова Арно III Отона, виконта де Ломань, дочь Пьера Бермона VII, сеньора д’Андюз и де Сев. Дети:
- Аршамбо де Перигор (ум. после 8 августа 1302), канонник Сен-Фрон де Перигё, аббат Сен-Астье.
- Бозон де Перигор (р. ок. 1270, ум. после 8 августа 1302) — с 1302 г. сеньор д’Эстиссак.
- Жанна (р. не ранее 1270, ум. 1341/1345). Первый муж (26.01.1290) — Пьер де Бордо, сын Пьера IV де Бордо, сеньора де Пюи-Полен. Второй муж (1303) — Бертран, сеньор де Готфор[3].